# Dialetto scanico
Il dialetto scanico ( skånska in svedese, skånsk in lingua danese) è un dialetto svedese parlato nella provincia della Scania, nel sud della Svezia.
Non era mai stata riconosciuta come lingua finché la Svezia non ottenne la Scania dalla Danimarca nel 1658.
Viene chiamato Svedese meridionale in Svezia e Danese orientale in Danimarca.
Lo Skånska è una forma dialettale che rappresenta un continuum delle lingue scandinave.
Dalla maggior parte dei linguisti è considerato un dialetto danese del gruppo orientale ma, a causa delle influenze dello svedese, viene più sovente considerato un dialetto svedese appartenente al gruppo meridionale.
Sebbene possa essere considerata una lingua, e così infatti è stata classificata per un breve periodo di tempo, a causa dei diversi aspetti storici e culturali ricoperti dallo Skånska, non viene considerata lingua dallo stato svedese.
Con l'istituzione dell'Accademia dello Skånska ed il recente avvio di programmi per la tutela dello Skånska, sembra essersi rinnovato l'interesse per questa forma dialettale sia come forma culturale, sia come rinnovato senso di appartenenza e di identità alla regione.
La sedicesima edizione di Ethnologue non contiene più una voce specifica per questa lingua, come era stato fino alla quindicesima edizione, riportandola tra i dialetti dello svedese col nome di scandian.